# Stara Synagoga w Pile
Stara Synagoga w Pile – została zbudowana na miejscu poprzedniej synagogi, prawdopodobnie wkrótce po jej spaleniu przez wojska szwedzkie w 1709 r. Była to budowla drewniana. Wymieniana jest w spisie pruskim z 1773 r. Całkowicie spłonęła w wielkim pożarze miasta 7 lipca 1834 r. Na jej miejscu powstała nowa synagoga.